# Ilha Hoste

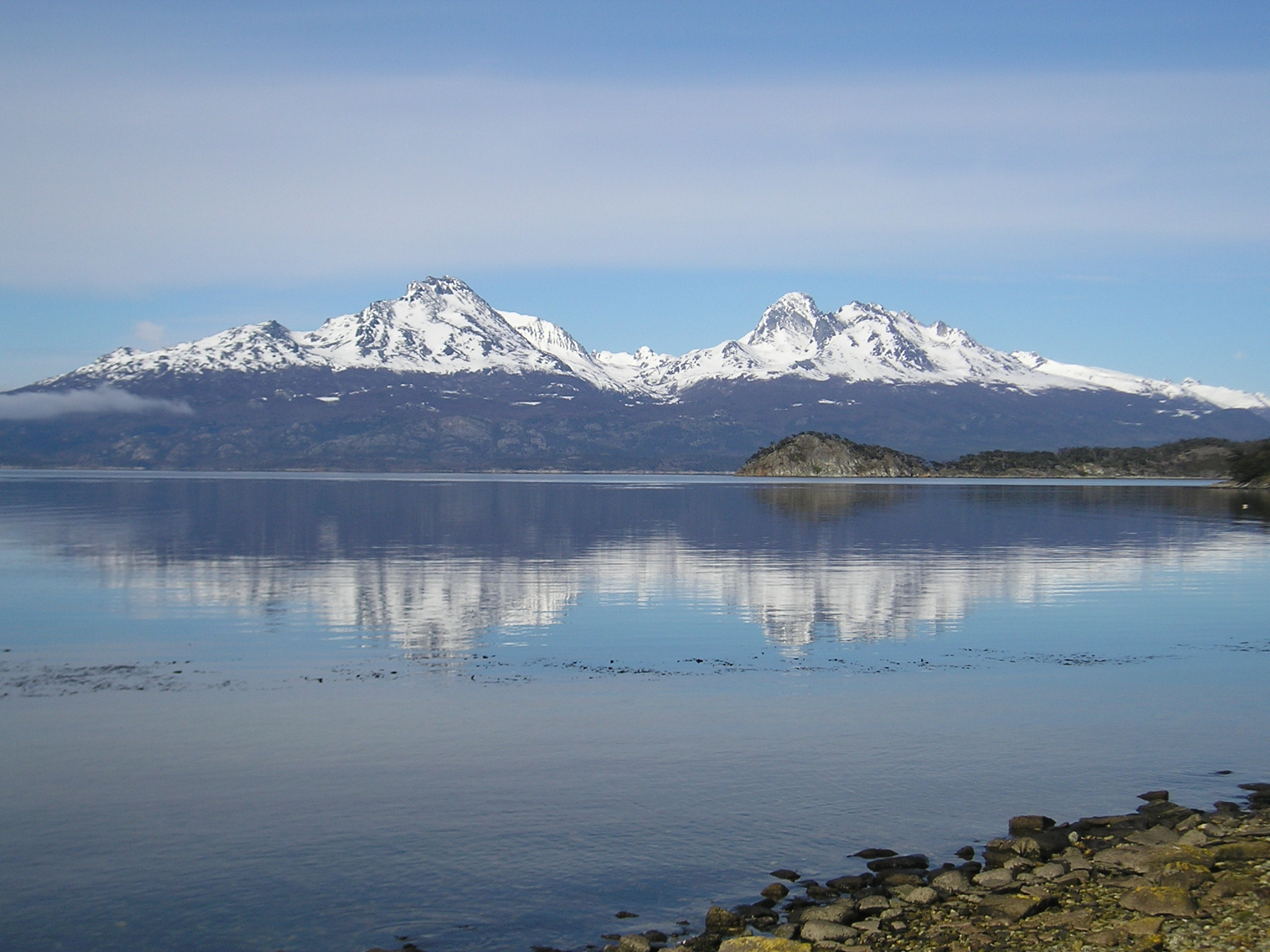
Vista do Parque Nacional da Terra do Fogo (Argentina) do estreito de Beagle para a ilha Hoste.

A ilha Hoste é uma das ilhas mais austrais do Chile, situada na comuna de Cabo de Horn, Província da Antártica Chilena, Magalhães e Antártica. Está situada entre a ilha Navarino a este e a ilha Grande da Terra do Fogo a norte, da qual está separada pelo estreito de Beagle. Faz parte do Parque Nacional Alberto de Agostini. O ponto mais meridional da ilha é o falso Cabo Horn, na península de Hardy.
Na sua novela Magellania, Jules Verne descreveu uma república imaginária na ilha Hoste.